# Harry White
Harry White (1 juni 1898 - 14 augustus 1962) was een Amerikaanse jazz-trombonist. 
White begon op de drums, na zijn verhuizing naar Washington, D.C. (rond 1919) koos hij voor de trombone. Hij speelde begin jaren twintig bij Elmer Snowden, Claude Hopkins en Duke Ellington en had daarna een band met familieleden, de White Brothers Orchestra waarmee hij onder meer in Philadelphia actief was. Later werkte hij bij Luis Russell, had hij opnieuw een eigen band en speelde hij bij de Mills Blue Rhythm Band (de manager was Irving Mills). In 1932 ging hij werken bij Cab Calloway, als trombonist, maar ook als componist en arrangeur. In 1935 was hij terug bij Russell en begeleidde daarmee Louis Armstrong. Hij was een tijdje niet actief in de jazz, daarna werkte hij samen met mannen als Hot Lips Page, Edgar Hayes en Bud Freeman.
Composities van White waren onder meer "Evenin'"  en "Harlem Congo".

## Trivia
White was de 'uitvinder' van het woord 'jitterbug'. Edwin Swayzee, trompettist van Calloway, zou White het woord hebben horen bezigen en schreef daarop het nummer "The Jitterbug". Na Calloway's opname maakte het langzaam deel uit van de Engelse taal.